# 濊

紀元前1世紀頃の東夷諸国と濊の位置。

2世紀頃の東夷諸国と濊貊の位置。

濊（わい、拼音: Huì）は、中国の史書である『三国志』や『後漢書』などに記されている古代民族。『漢書』武帝紀では薉、『漢書』食貨志では穢と表記される。中国の正史および古文献によると、紀元前2世紀以来、約10世紀にわたり、朝鮮半島の咸鏡道から江原道にかけての沿海地帯および中国の松花江付近に実在し、漁撈・狩猟を主たる生業としながら、海産物を中国内陸へもたらすなど遠隔交易にも従事していた。また、麻を植えて麻布を織る他、桑を植えて蚕を育て、真綿の布を織っていた。

## 歴史
地域によっていくつかの集団に分けられ、臨屯濊と沃沮濊が主であり、臨屯濊は、衛氏朝鮮に服属していたが、前漢の元朔元年（前128年）、薉君の南閭らが、衛氏朝鮮の衛右渠に反逆し、遼東郡に服属した。武帝はこの地を蒼海郡としたが、数年で廃止した。
元鳳6年（前75年）、貊族（夷貊）の攻撃を受けて玄菟郡治が北西の高句麗県へ移り、沃沮・濊貊は尽く楽浪の管轄へ移った。また、管轄範囲が広く遠いことから、濊貊・沃沮の住む単単大嶺の東側の部分に楽浪東部都尉を置き、不耐城を治所として嶺東七県（東暆県・不耐県・蚕台県・華麗県・耶頭味県・前莫県・夫租県）に分けて治めさせた。
後漢の建武6年（30年）、辺境の郡が整理され、東部都尉も罷免された。その後、それぞれの県の渠帥（首長）が県侯となり、不耐・華麗・沃沮（夫租）の諸県はみな侯国となった。
魏の正始6年（245年）、楽浪太守の劉茂と帯方太守の弓遵は、領内の東濊が高句麗に従属したため軍を起こして討ち、不耐侯らは配下の邑落を挙げて降伏した。8年（247年）、魏の宮廷へ朝貢に詣でたため、詔を下し改めて不耐濊王の位が授けられた。濊王は一般の住民と雑居していて、季節ごとに郡の役所へ朝謁する。楽浪と帯方の二郡に軍征や特別の徴税があるときには、濊人にも税や夫役が割り当てられるなど、濊人は二郡の住民と同様に待遇される。

## 習俗

### 文化
3世紀、濊の首長は「候・邑君・三老」などの官爵を保持し、漢代に体系化された星座占いを熟知し、同姓不婚の禁忌がおよんでいるなど濊の文化的は東夷のなかでも格段に中国文化の影響を受けている。濊の文化は、生業に関わる固有の習俗と、ダイレクトに受容された中国文化とが共存するというアンビバレンスな文化状況にあり、それらは、濊が中国内陸への遠隔交易をおこなうために、上位の権力・権威に依存して交易権などの特権の承認を得る必要から、積極的に中国文化に接近したことによってもたらされたと推定される。

### 住居
濊の風俗として山や川が重視され、山や川にはそれぞれに所属するところがあって、みだりに他人の山や川に入りこむことは許されない。また、生活・生産の場として、他集団の侵犯を許さない占有領域を形成し、死者が出ると旧宅を廃棄するなどの禁忌が多く、アイヌをはじめとする東北アジアの採集狩猟民との共通性が認められる。

### 官制
大君長はなく、漢代以来、侯邑君，三老といった官があって、下戸（平民）たちを統治している。

### 軍事
濊人は長さ三丈の矛を作り、これを時に数人で持ち、巧みに歩兵戦闘を行う。

### 性格
三国志魏書濊伝によれば、濊の人々の性格は慎み深く、素直で欲深いところが少ない。恥を知る心がある。また、後漢書濊伝によれば濊人の性質は馬鹿正直で、淡泊で、求めることが少ない。濊人は窃盗をしないため、人々は夜でも門戸を閉めず、また婦人は貞節である。

### 服装
言葉や風俗はだいたい夫余と同じであるが、衣服に違いがある。男女の上衣はともに曲領（まるくび）のものをつけ、男子は幅数寸の銀製の花文様を結びつけて飾りとする。

### 結婚
同姓の者は結婚しない。

### 行事
10月を天の祭りの月とし、昼夜にわたって酒を飲み歌い舞いを舞う。この行事を「舞天」と呼んでいる。また虎を神として祭る。

### 刑罰
邑落の間で侵犯があったときには、罰として奴隷や牛馬を取り立てることになっている。この制度を「責過」と呼ぶ。人を殺した者は死をもって罪を償わされる。略奪や泥棒は少ない。

### 星座占い
『魏志』東夷伝・濊に「曉候星宿，豫知年歳豐約。（星宿を観察することにすぐれ、その年の豊凶をあらかじめ知ることができる）」とある。李成市によれば、『淮南子』巻三・天文訓には、歳星（木星）の運行に基づく歳星紀年と太陰元始による豊凶のタイムテーブルがあり、濊族はそれを知っていたのではないかとする。『淮南子』には、明け方の木星が、二十八宿（星宿）のどれととともあらわれるかで、攝提格から赤奮若に至る12の名称があり、それらの年にはそれぞれ豊凶のタイムテーブルがあったことを記しており、濊の「明け方に星宿を観察し、その年の豊凶をあらかじめ知ることができる」という技術は、そうした知識があったことを示すのではないかとする。

### 産業
『三国史記』高句麗本紀・閔中王四年（47年）九月條に「東海人高失利、鯨魚目を獻ず。夜に光有り」とあり、『三国史記』高句麗本紀・西川王一九年（288年）夏四月條にも「海谷太守、鯨魚目を獻ず。夜に光有り」とあり、「東海」は、東海岸を指すとみられるから、東海人は濊人を指すとみられる。「海谷」は「東海谷」とみられ、やはり濊の地からの献上かと考えられる。『広開土王碑文』には、広開土王が新たに獲得した「新來の韓穢」に対して、舊民もあらわれ、その中には、「東海賈」がみえ、これについて、武田幸男は「東海の商賈、つまり日本海沿岸に居住し、活動していた商賈」とする。穢族には、狩猟漁撈で獲得したものを、広く販売する商賈もいたことを示す。
麻布を産し、蚕を飼って緜（まわた）を作る。「楽浪の檀弓（まゆみの木の弓）」と呼ばれる弓はこの地に産する。海では班魚の皮を産し、陸地には文豹が多く、また果下馬を産出し、漢の桓帝のときこれが献上された。

## 言語
中国の史書によると、濊の言語は夫余と同じと記される。夫余語が現在のどの系統に属すのかについては古くから論争があり、手掛かりがほとんど無く現在に至ってもよく解っていない。『三国史記』に記された古代の朝鮮半島の地名の記録から古代の朝鮮半島には日本語と同系統の言語が、倭人が定住していた朝鮮半島南端に限らず半島の広範囲に分布していたとの見方があり、高句麗語による地名ではないかとも考えられているが、その倭語系の地名は高句麗ではなく濊の言語によるものであり、濊語と倭語は共通祖語を持つ同系統の言語であるとの説も存在する。

## 参考資料
- 『史記』朝鮮列伝
- 陳寿『三国志』烏丸鮮卑東夷伝第三十
- 范曄『後漢書』東夷列伝第七十五
- 井上秀雄『東アジア民族史 1-正史東夷伝』平凡社〈東洋文庫264〉、1974年12月1日。ISBN 4582802648。
- 羅貫中 著、今鷹真,小南一郎,井波律子 訳『世界古典文学全集 三国志Ⅱ』筑摩書房、1982年。ISBN 4480203524。